# Stanisław Adamczyk (rolnik)
Stanisław Adamczyk (ur. 14 listopada 1918 w Krzywdzie, zm. 19 października 2016 w Ciechanowie) – polski rolnik, działacz związkowy, uczestnik opozycji demokratycznej w okresie PRL.

## Życiorys
W czasie II wojny światowej był łącznikiem NSZ i Armii Krajowej. W 1946 został z przyczyn politycznych tymczasowo aresztowany, skazano go na karę 2 lat pozbawienia wolności, zwolnienie uzyskał w 1948. Prowadził zakład murarski, następnie zajął się działalnością rolniczą w województwie ciechanowskim. Ukończył w drugiej połowie lat 60. liceum ogólnokształcące oraz pomaturalne technikum budowlane i rolnicze w Ciechanowie. W 1980 wstąpił do „Solidarności”, należał do organizatorów i przywódców „Solidarności Wiejskiej”. Po wprowadzeniu stanu wojennego pozostawał w ukryciu, po zatrzymaniu został internowany do lipca 1982. Kontynuował działalność opozycyjną, będąc bliskim współpracownikiem Henryka Bąka. W latach 90. zasiadał w zarządzie ugrupowania PSL (Mikołajczykowskie).

## Odznaczenia
W 2011, za wybitne zasługi w działalności na rzecz przemian demokratycznych w Polsce, prezydent Bronisław Komorowski odznaczył go Krzyżem Komandorskim Orderu Odrodzenia Polski. W 2016 został przez prezydenta Andrzeja Dudę odznaczony Krzyżem Wolności i Solidarności.